# Ангстрем (јединица)
Ангстрем (латиницом angstrom, angström, или ångström) (Симбол Å) је јединица ван СИ система која се користи за изражавање растојања и физичких величина као што су величина атома, дужина хемијске везе и таласна дужина светлости.
Ангстрем се често користи у природним наукама и технологији за изражавање величина атома, молекула, микроскопских биолошких структура и дужине хемијских веза, распореда атома у кристалима, таласних дужина електромагнетног зрачења и димензија интегрисаних делови кола. Атомски (ковалентни) радијуси фосфора, сумпора и хлора су око 1 ангстром, док је водоник око 0,5 ангстрома. Видљива светлост има таласне дужине у опсегу од 4000-7000 Å.
У касном 19. веку, спектроскописти су усвојили 10−10 метра као погодну јединицу за изражавање таласних дужина карактеристичних спектралних линија (монохроматских компоненти емисионог спектра) хемијских елемената. Међутим, убрзо су схватили да тадашња дефиниција метра, заснована на материјалном артефакту, није била довољно прецизна за њихов рад. Тако су око 1907. дефинисали сопствену јединицу дужине, коју су назвали „Ангстрем“, на основу таласне дужине одређене спектралне линије. Тек 1960. године, када је метар редефинисан на исти начин, ангстрем је поново постао једнак 10−10 метара.
Иако је децимални део метра, ангстрем никада није био део SI система јединица, и све је више замењен нанометром или пикометром. До 2019. је био наведен као компатибилна јединица од стране Међународног бироа за тегове и мере (BIPM) и америчког Националног института за стандарде и технологију (NIST), али се не помиње у 9. издању званичног СИ документа, „BIPM брошура“ (2019) или у NIST верзији истог.
Осмо издање BIPM брошуре (2006) и NIST водич 811 (2008) користили су правопис ångström, са шведским словима; међутим, овај облик је реткост у енглеским текстовима. Неки популарни амерички речници наводе само правопис angstrom.
Прихваћени симбол је „Å”, без обзира како је јединица написана. Међутим, „А“ се често користи у мање формалним контекстима или типографски ограниченим медијима.

## Дефиниција
1 ангстрем (Å) = 10–10 метара = 0,1 nm = 100 pm
На пример, радијус атома се креће у опсегу од 0,5 Å (атом водоника) до 3,8 Å (атом уранијума).

## Порекло
Ангстрем је назван по шведском физичару Андерсу Ангстрему (Anders Jonas Ångström, (1814–1874)) једном од оснивача модерне спектроскопије.

## Историја
Шведски физичар Андерс Јонас Ангстрем је 1868. године направио дијаграм спектра сунчеве светлости, у коме је изразио таласне дужине електромагнетног зрачења у електромагнетном спектру у умношцима од једног десетмилионитог дела милиметра (или 10−7 mm). Ангстремов графикон и табела таласних дужина у соларном спектру постали су широко коришћени у заједници соларне физике, која је усвојила јединицу и назвала је по њему. Касније се проширио на области астрономске спектроскопије, атомске спектроскопије, а затим и на друге науке које се баве структурама атомске скале.
Иако је предвиђено да одговара 10−10 метара, та дефиниција није била довољно прецизна за рад спектроскопије. До 1960. метар је био дефинисан као растојање између два зареза на шипци од легуре платине и иридијума, чуване у BIPM-у у Паризу у пажљиво контролисаном окружењу. Ослањање на тај материјални стандард довело је до ране грешке од око једног дела у 6000 у табеларно приказаним таласним дужинама. Ангстрем је предузео мере предострожности да се стандардна шипка коју је користио проверава у односу на стандард у Паризу, али метролог Хенри Треска је известио да је то толико нетачно да су Ангстремови кориговани резултати били више погрешни него неисправљени.
Године 1892–1895, Алберт А. Мичелсон и Жан-Рене Бенва, радећи у BIPM-у са посебно развијеном опремом, утврдили су да је дужина међународног еталона једнака 1553163,5 пута таласној дужини црвене линије емисионог спектра електричнo побуђене паре кадмијума. Године 1907. Године 1907, Међународна унија за сарадњу у истраживању Сунца (која је касније постала Међународна астрономска унија) дефинисала је међународни ангстрем као тачно 1/6438,4696 таласне дужине те линије (у сувом ваздуху на 15 ° (скала водоника) и 760 mmHg под гравитацијом од 9,8067 m/s2).
Ова дефиниција је усвојена на 7. Генералној конференцији за тегове и мере (CGPM) 1927. године, али је материјална дефиниција метра задржана до 1960. године. Од 1927. до 1960. ангстрем је остао секундарна јединица дужине за употребу у спектроскопији, дефинисана одвојено од метра. Године 1960. сам метар је редефинисан у спектроскопским терминима, што је омогућило да се ангстрем редефинише као тачно 0,1 нанометар.
Иако се и даље широко користи у физици и хемији, ангстрем није формални део Међународног система јединица (СИ). Најближа СИ јединица је нанометар (10−9 m). Међународни комитет за тегове и мере је званично дестимулисао његову употребу, а не помиње га ни у 9. издању званичног стандарда (2019). Ангстрем такође није укључен у Каталог мерних јединица Европске уније које се могу користити на њеном унутрашњем тржишту.
Од 1927. до 1960. ангстрем је био секундарна јединица дужине која је коришћена у спектроскопији а која је дефинисана независно од метра, који је још увек био дефинисан преко физичког прототипа. Године 1960. сам метар је предефинисан преко спектроскопских параметара што је учинило ангстрем застарелим.

## Симбол
Из разлога компатибилности, Јуникод укључује формални симбол на  U+212B (Знак Ангстрема; HTML ентитет „&angst;“, „&#x0212B;“, или „&#8491;“), који је застарео. Знак ангстрома је нормализован у U+00C5 (латинично велико слов са кругом изнад; HTML ентитет „&Aring;”, „&#xC5;”, или „&#197;”). Уникод конзорцијум препоручује коришћење овог другог.
Пре дигиталног слагања слова, ангстрем (или ангстрем јединица) се понекад писао као „А.У.“. Ова употреба је очигледна у Браговом раду о структури леда, који даје константе решетке c- и a-осе као 4,52 А.У. и 7,34 А.У.. Двосмислено, скраћеница „а.у.” може се односити и на атомску јединицу дужине, бор — око 0,53 Å — или много већу астрономску јединицу (око 1,5×1011 m).